# Lamiantennula longifurca
Lamiantennula longifurca is een eenoogkreeftjessoort uit de familie van de Hyperbionychidae. De wetenschappelijke naam van de soort is voor het eerst geldig gepubliceerd in 2006 door Markhaseva & Schulz.